# Plectrocnemia galloisi
Plectrocnemia galloisi är en nattsländeart som beskrevs av Navás 1933. Plectrocnemia galloisi ingår i släktet Plectrocnemia och familjen fångstnätnattsländor. Inga underarter finns listade i Catalogue of Life.